# Carolyn Craig

Carolyn Craig im Film Das Haus auf dem Geisterhügel (1959).

Carolyn Craig (eigentlich Adele Ruth Crago; * 27. Oktober 1934 in Valley Stream, New York; † 12. Dezember 1970 in Culver City, Kalifornien) war eine US-amerikanische Schauspielerin. Bekanntheit erlangte sie durch ihre Rollen in Filmen wie Giganten oder Das Haus auf dem Geisterhügel.

## Leben
Carolyn Craig sammelte ihre ersten Schauspielerfahrung auf der Bühne des Community Playhouse in Santa Barbara. 1955 war sie als Model in einer Fotoreihe der Associated Press über die Vorzüge des Lebens einer Hausfrau zu sehen. Im Jahr darauf erhielt Craig ihre erste Filmrolle als Lacy Lynnton, die Schwester der von Elizabeth Taylor verkörperten Leslie Lynnton Benedict, im starbesetzten Filmepos Giganten.
Nach einer Hauptrolle im Western Der Rächer wartet schon 1957 folgten im selben Jahr eine nicht im Abspann genannte Kleinstrolle in Elia Kazans Filmdrama Ein Gesicht in der Menge sowie die Hauptrolle der Ruth Madison im Film noir Terror in Portland City. Nach weiteren Auftritten in Western spielte sie 1959 eine tragende Rolle im Horrorfilm Das Haus auf dem Geisterhügel als Nora Manning an der Seite von bekannten Darstellern wie Vincent Price oder Elisha Cook.
Zu Beginn der 1960er Jahre neigte sich Carolyn Craigs kurze Filmkarriere dem Ende zu. Sie trat nun vorwiegend als Gastdarstellerin in Fernsehserien in Erscheinung, darunter in einzelnen Folgen von Der zweite Mann (1961), 77 Sunset Strip, Meine drei Söhne, Am Fuß der blauen Berge (alle 1962) sowie 1963 in zwei Folgen von General Hospital. 1967 beendete Craig ihre Laufbahn als Schauspielerin.
Carolyn Craig war zweimal verheiratet. Aus ihrer 1957 geschlossenen und 1961 geschiedenen Ehe mit dem Unternehmer Charles E. Graham ging ein 1959 geborener Sohn hervor. Ihre zweite Ehe mit dem Autohändler Arthur Francis Bryden dauerte von 1961 bis 1970 an und wurde wenige Monate vor ihrem Tod ebenfalls geschieden. Am 12. Dezember 1970 beging Carolyn Craig in Culver City im Alter von 36 Jahren mit einer selbst zugefügten Schusswunde Suizid. Sie wurde auf dem Inglewood Park Cemetery beigesetzt, der die letzte Ruhestätte zahlreicher Filmschaffender ist.

## Filmografie (Auswahl)
- 1956: Giganten (Giants)
- 1957: Der Rächer wartet schon (Fury at Showdown)
- 1957: Ein Gesicht in der Menge (A Face in the Crowd)
- 1957: Terror in Portland City (Portland Exposé)
- 1957: Von allen Hunden gehetzt (Gunsight Ridge)
- 1958: Apache Territory
- 1959: Das Haus auf dem Geisterhügel (House on Haunted Hill)
- 1959: Northwest Passage (Fernsehserie, eine Folge)
- 1959: Dezernat M (M Squad; Fernsehserie, eine Folge)
- 1960: Hawaiian Eye (Fernsehserie, eine Folge)
- 1960: Kein Stern geht verloren (Studs Lonigan)
- 1961: Der zweite Mann (The Deputy; Fernsehserie, eine Folge)
- 1962: 77 Sunset Strip (Fernsehserie, eine Folge)
- 1962: Meine drei Söhne (My Three Sons; Fernsehserie, eine Folge)
- 1962: Am Fuß der blauen Berge (Laramie; Fernsehserie, eine Folge)
- 1963: General Hospital (Fernsehserie, zwei Folgen)